# Disconnection Notice
Disconnection Notice è il quinto album studio del gruppo pop punk/ska punk statunitense Goldfinger, pubblicato il 15 febbraio 2005 da Maverick Records.
La traccia My Everything è stata inclusa nella colonna sonora di SSX on Tour, mentre I Want fa parte della colonna sonora di Burnout Revenge e Burnout Legends.

## Tracce
1. My Everything (feat. Ely Dye dei City Sleeps) - 2:38
2. Wasted - 3:09
3. Ocean Size (feat. Bert McCracken dei The Used) - 2:54
4. Uncomfortable - 2:37
5. Too Many Nights - 3:08
6. Damaged - 2:56
7. Behind the Mask (feat. Dan Marsala degli Story of the Year) - 2:58
8. I Want - 2:21
9. Iron Fist - 2:54
10. Walk Away - 3:38
11. Faith - 2:19
12. Stalker - 2:46

### Bonus track (GiapponeeArgentina)[5]
1. Time

## Formazione[6]
- John Feldmann - voce, chitarra, missaggio, ingegneria del suono
- Brian Arthur - chitarra, ingegneria del suono
- Kelly Lemieux - basso
- Darrin Pfeiffer - batteria

### Crediti[6]
- Dan Marsala - voce
- Bert McCracken - voce
- Killa B. - voce
- Pope - voce
- Sean - voce
- Shark - voce
- Tall Joe - voce
- Ingrid Newkirk - spoken word
- Quinn Allman - chitarra
- Dean Butterworth - percussioni
- Phil Jordan - tromba
- Gabrial McNair - trombone
- Robert Schmid - mandolino
- Franchot Tone - ingegneria del suono
- Donni Campion - ingegneria del suono
- Mark Blewett - assistente ingegnere del suono
- Joe Gastwirt - mastering
- Stephanie Brownstein - management
- Flem - design
- Kelly Fogel - fotografia
- David Goldman - fotografia
- Jim Kalett - fotografia
- Rebecca Harrell - video
- Nick Lambrou - editing
- Brad Sullivan - editing